# Sepsiszentgyörgy oktatási intézményeinek listája
Az alábbi lista Sepsiszentgyörgy oktatási intézményeit tartalmazza:

## Óvodák
2014. január 31-i állapot szerint:
- 5-ös számú Óvoda
- 6-os számú Óvoda
- 7-es számú Óvoda
- Kilyéni Óvoda
- Szotyori Óvoda
- Szépmezői Óvoda
- Pinocchio Napköziotthonos Óvoda
- Hófehérke Napköziotthonos Óvoda
- Benedek Elek Napköziotthonos Óvoda
- Árvácska Napköziotthonos Óvoda
- Kőrösi Csoma Sándor Napköziotthonos Óvoda
- Gulliver Napköziotthonos Óvoda
- Napsugár Napköziotthonos Óvoda
- Csipike Napköziotthonos Óvoda
- Néri Szent Fülöp Óvoda

## Általános iskolák
- Ady Endre Általános Iskola
- Kilyéni Elemi Iskola
- Gödri Ferenc Általános Iskola
- Néri Szent Fülöp Általános Iskola
- Nicolae Colan Általános Iskola
- Váradi József Általános Iskola

## Középiskolák

### Líceumok
2014. március 7-i állapot szerint:
- Mihai Viteazul Főgimnázium
- Mikes Kelemen Elméleti Líceum
- Plugor Sándor Művészeti Líceum
- Református Kollégium
- Székely Mikó Kollégium

### Szakközépiskolák
2011. november 24-i állapot szerint:
- Constantin Brâncuşi Szakképző Líceum
- Berde Áron Közgazdasági és Közigazgatási Szakképző Líceum
- Puskás Tivadar Szakképző Líceum

### Posztliceális képzés
2011. november 24-i állapot szerint:
- Kós Károly Szakképző Líceum
- Egészségügyi Posztliceális Iskola

## Felsőfokú intézmények
2011. november 24-i állapot szerint:
- Kolozsvári Babeș–Bolyai Tudományegyetem – Kihelyezett tagozatok (Politika, Közigazgatás- és Kommunikációtudományi Kar, Közgazdaság- és Gazdálkodástudományi Kar, Környezettudományi Kar)
- Sapientia Erdélyi Magyar Tudományegyetem Marosvásárhelyi karának kihelyezett tagozata[2]